# Reunion (canción de M83)
«Reunion» es una canción del artista musical francés de electrónica M83. La pista fue lanzada en el Reino Unido el 5 de febrero de 2012 como el segundo sencillo de su sexto álbum de estudio, Hurry Up, We're Dreaming.

## Video musical
El video musical fue dirigido por Fleur & Manu, y es una secuela de su anterior vídeo del sencillo creado para Midnight City. Sigue la historia de un grupo de niños con diversas habilidades psíquicas, que son perseguidos por sus misteriosos manejadores en un intento de recuperarlos. Al igual que con el video musical anterior, los artistas han citado a Akira como una de las principales fuentes para su inspiración. En el video brindan un pequeño tributo a Adam Yauch, miembro de los Beastie Boys fallecido en 2012.

## Lista de canciones
| Descarga digital |                                        |          |  |
| N.º              | Título                                 | Duración |  |
| 1.               | «Reunion»                              | 3:55     |  |
| 2.               | «Reunion» (The Naked and Famous Remix) | 5:59     |  |
| 3.               | «Reunion» (Sei A Remix)                | 6:54     |  |
| 4.               | «Reunion» (Polly Scattergood Mix)      | 5:04     |  |
| 5.               | «Reunion» (Dale Earnhardt Jr Jr Remix) | 4:53     |  |
| 6.               | «Reunion» (Mylo Remix)                 | 6:04     |  |
| 7.               | «Reunion» (White Sea Remix)            | 4:59     |  |

## Posicionamiento en listas
| Lista (2012)                                | Mejor posición |
| ------------------------------------------- | -------------- |
| Bélgica (Valonia) (Ultratip Bubbling Under) | 34             |
| Estados Unidos (Alternative Airplay)        | 24             |
| Estados Unidos (Rock Songs)                 | 40             |